# Châteaubourg, Ardèche
Châteaubourg là một xã ở tỉnh Ardèche, vùng Auvergne-Rhône-Alpes ở đông nam nước Pháp.